# 貸し会議室
貸し会議室（かしかいぎしつ）とは、会議・打合せをする場所を設備と共に一定時間で貸し出す会議スペースもしくはサービスそのものを言う。採用試験・就職説明会・社内研修・株主総会・債権者集会・趣味のサークル活動などにも使われる。

## 概説
民間の団体が営利目的で運営しているケースと公的機関や一定の目的のもとに運営される施設が、施設利用者の便宜を図るために運営しているケースがある。前者はホテルのなかにある会議室、または都心部に見られる『貸し会議室業者』であり、後者が公民館等の貸し会議室である。双方ともに施設利用の対価として課金されるが、後者の課金水準がはるかに低水準である。1時間あたりの料金を設定している場合と、午前中と午後、終日といったボックス制をとっている場合がある。しかし、1時間で借りられるところは稀で、3時間から等のミニマムレートを設定していることが多く、利用者視点からすると不便である。
一部で公的機関が運営している会議室が民間の貸し会議室業者の運営を圧迫しているとの批判がある。
都心部の貸し会議室事業者は会議や研修といった一定以上の人数での利用を想定しており、2,3人が短時間使える施設は少数である。これは2,3人での商談や打合せであれば会社の中や喫茶店等でスペースを融通できる反面、一定以上のスペースを都心部に確保することが困難なので、対価を払ってでも利用する機会が多いという利用者側のニーズによるものであろう。無論、一定スペースの確保と内装や机等の什器、マイクやプロジェクターといった備品をそろえるイニシャルコストや賃料を払い、清掃等の手入れをし、受付等の業務をおこなう運営費をまかなうためには、一定上の規模の会議を長時間、あるいは長期間確保する方がはるかに効率が良い、という事業者側の事情もあると思われる。
都心部では効率を目的とした企業自体のオフィス面積の削減等によって、保有オフィス自体が狭くなっていることや近年個人情報保護法の施行による情報管理意識の向上によって、外部で安心して作業や打合せができるスペースを用意する専門サービスも登場してきており、今後の動向が注目される。また、企業が、人材を増やす傾向が自社会議室を廃止し、スタッフルームに変更した等の背景が、外部の会議室を活用促進にある。よって、貸し会議室を業務として捉えた場合、企業が新入社員を研修する時期（3月から5月）や、採用面接をする時期（9月から11月）に、社内のスペースの余地がないために、一時的に利用するための需要が高いと考えられる。
こういった状況をうけて、貸し会議室等の外部のスペースを専門に扱う仲介業者や情報サイトもたちあがっており、利用日や利用エリア、利用人数、金額等の様々な条件で検索・予約までできるようになっている。